# Olha Saladukha
Olha Valerievna Saladukha (en ukrainien : Ольга Валеріївна Саладуха, Olha Valerievna Saladoukha), née le 4 juin 1983 à Donetsk, en RSS d'Ukraine, est une athlète ukrainienne spécialiste du triple saut ainsi qu'une femme politique. Elle est championne du monde en 2011 à Daegu et triple championne d'Europe en 2010, 2012 et 2014. Elle décroche également une médaille de bronze aux Jeux Olympiques de Londres en 2012.

## Biographie
Elle commence l'athlétisme à l'âge de neuf ans à Donetsk, au sein du club d'athlétisme dont est issu le perchiste Sergueï Bubka. Elle s'essaye aux courses de haies avant de se diriger vers le triple saut où elle s'entraîne aux côtés de Olha Boyko, ancienne spécialiste ukrainienne de la discipline.
En 1998, la jeune Olha Saladukha franchit 13,32 m lors des Championnats d'Ukraine juniors. En 2002, l'Ukrainienne se classe cinquième des championnats du monde juniors et réalise la meilleure performance européenne junior avec la marque de 13,17 m. Rejoignant dès 2003 le groupe d'entrainement d'Anatoliy Holubtsov, ancien coach de la championne olympique Inessa Kravets, Saladukha n'obtient aucun résultat significatif et songe même à abandonner l'athlétisme.

En 2004, elle décide de collaborer de nouveau avec Olha Boyko, l'entraîneur de ses débuts. Elle se classe deuxième des Championnats du monde universitaires 2005, puis franchit dès l'année suivante la limite des 14 mètres pour la première fois de sa carrière. 

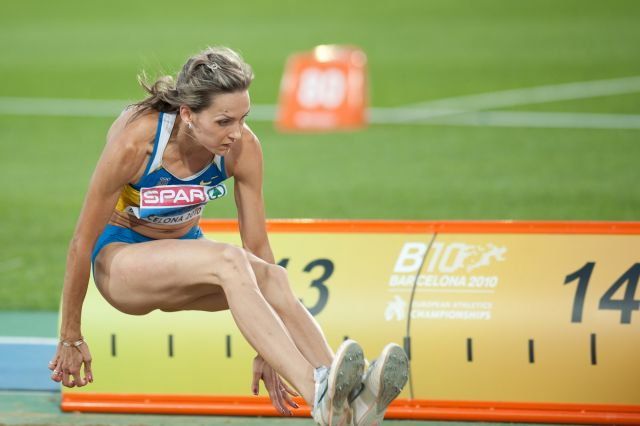
Olha Saladukha en action lors de l'Euro 2010 de Barcelone.

En juin 2006, Saladukha remporte la Coupe d'Europe de Malaga avec la marque de 14,10 m. Elle améliore son record personnel lors de la finale des Championnats d'Europe de Göteborg où elle échoue au pied du podium avec 14,38 m. En 2007, l'Ukrainienne remporte les Universiades d'été de Bangkok en réalisant la marque de 14,79 m, soit un nouveau record personnel. Figurant parmi les favorites des Championnats du monde d'Osaka, elle ne prend finalement que la septième place du concours avec un saut à 14,60 m. Elle obtient de nouvelles places d'honneur dès l'année suivante en se classant sixième des Mondiaux en salle de Valence, puis neuvième des Jeux olympiques de Pékin.
En 2009, elle s'éloigne des pistes pour mettre au monde son premier enfant, une fille.

### Premier titre européen (2010)
En 2010, Olha Saladukha remporte l'épreuve du triple saut des championnats d'Europe par équipes de Bergen avec la marque de 14,39 m. Le 31 juillet, elle devient championne d'Europe à Barcelone en améliorant sa propre meilleure marque continentale de l'année, devançant de 26 cm l'Italienne Simona La Mantia. Sélectionnée dans l'équipe d'Europe lors de la première édition de la coupe continentale, à Split, l'Ukrainienne prend la deuxième place du concours, derrière Olga Rypakova, avec la marque de 14,70 m.

### Titre mondial (2011)

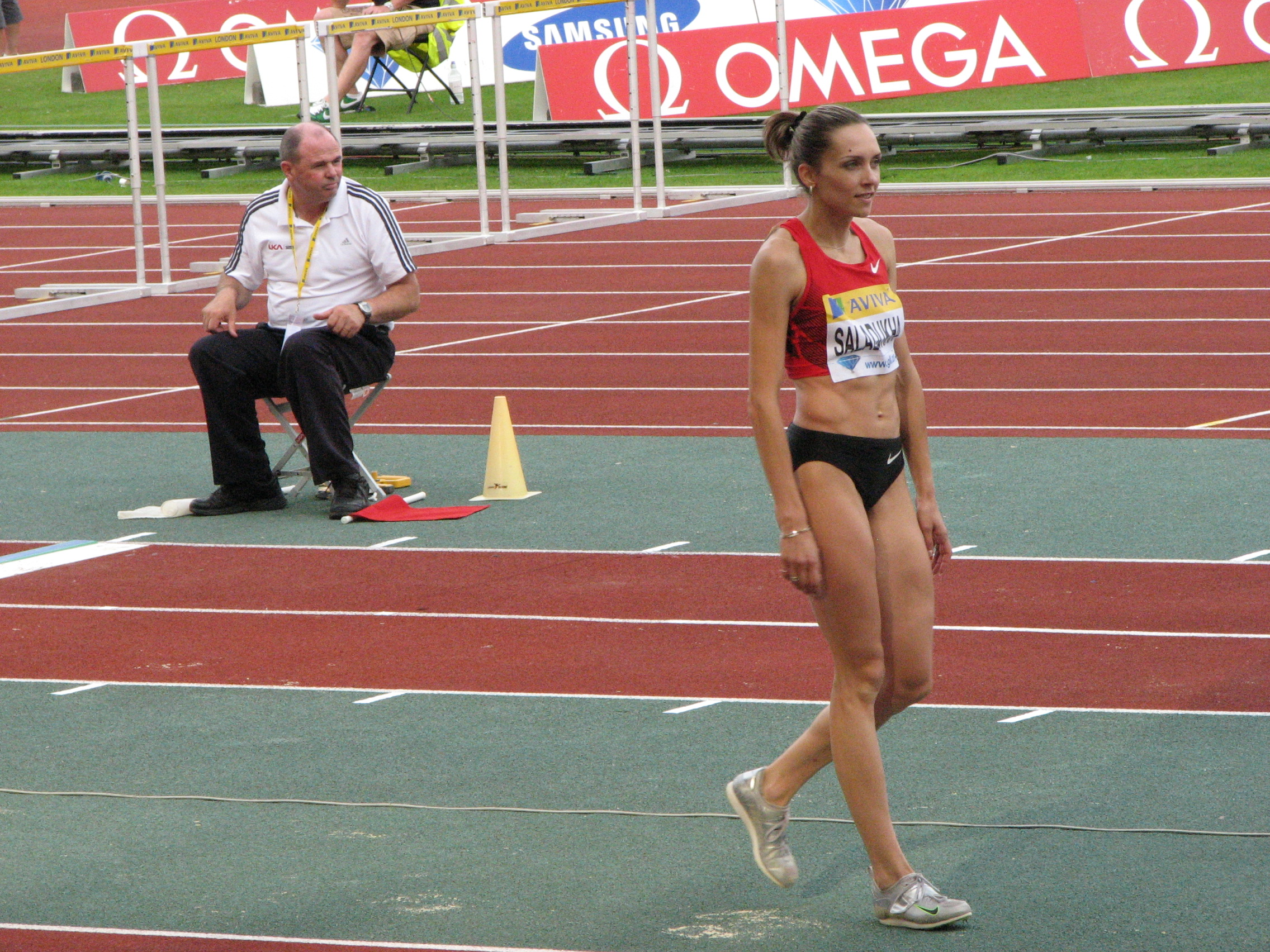
Olha Saladukha en 2011 lors du meeting de Londres

Elle commence la saison 2011 en remportant, pour la seconde année consécutive, les championnats d'Europe par équipes se déroulant en juin à Stockholm (14,85 m). Vainqueur de la Prefontaine Classic de Eugene, elle s'illustre lors des meetings européens de la Ligue de diamant 2011 en se classant deuxième à Oslo et Paris, et en remportant les réunions de Stockholm et de Londres.
Figurant parmi les favorites des championnats du monde de Daegu, Olha Saladukha remporte le 1er septembre 2011 son premier titre planétaire, en atteignant la marque de 14,94 m à son premier essai (+0,2 m/s), à seulement quatre centimètres de son record personnel. Elle devance sur le podium Olga Rypakova, deuxième avec 14,89 m et Caterine Ibargüen, troisième avec 14,84 m.
Elle conclut sa saison en s'imposant lors du Mémorial Van Damme de Bruxelles avec 14,67 m, victoire lui assurant la première place du classement général de la Ligue de diamant, devant Rypakova.

### Deuxième titre européen (2012)
Elle participe aux championnats d'Europe 2012, à Helsinki, où elle obtient son second succès continental après Barcelone 2010. Elle s'impose avec un saut à 14,99 m, réussi dès sa première tentative, établissant un nouveau record personnel ainsi que la meilleure performance mondiale de l'année. Elle devance la Portugaise Patricia Mamona et la Russe Yana Borodina.
Elle remporte ensuite en août 2012 la médaille de bronze des Jeux olympiques de Londres avec 14,79 m, battue par la Kazakhe Olga Rypakova (14,98 m) et la Colombienne Caterine Ibargüen (14,80 m).
En fin de saison, elle termine à la deuxième place du classement général de la Ligue de diamant, de nouveau derrière Rypakova.

### Championne d'Europe en salle et médaillée de bronze mondiale (2013)

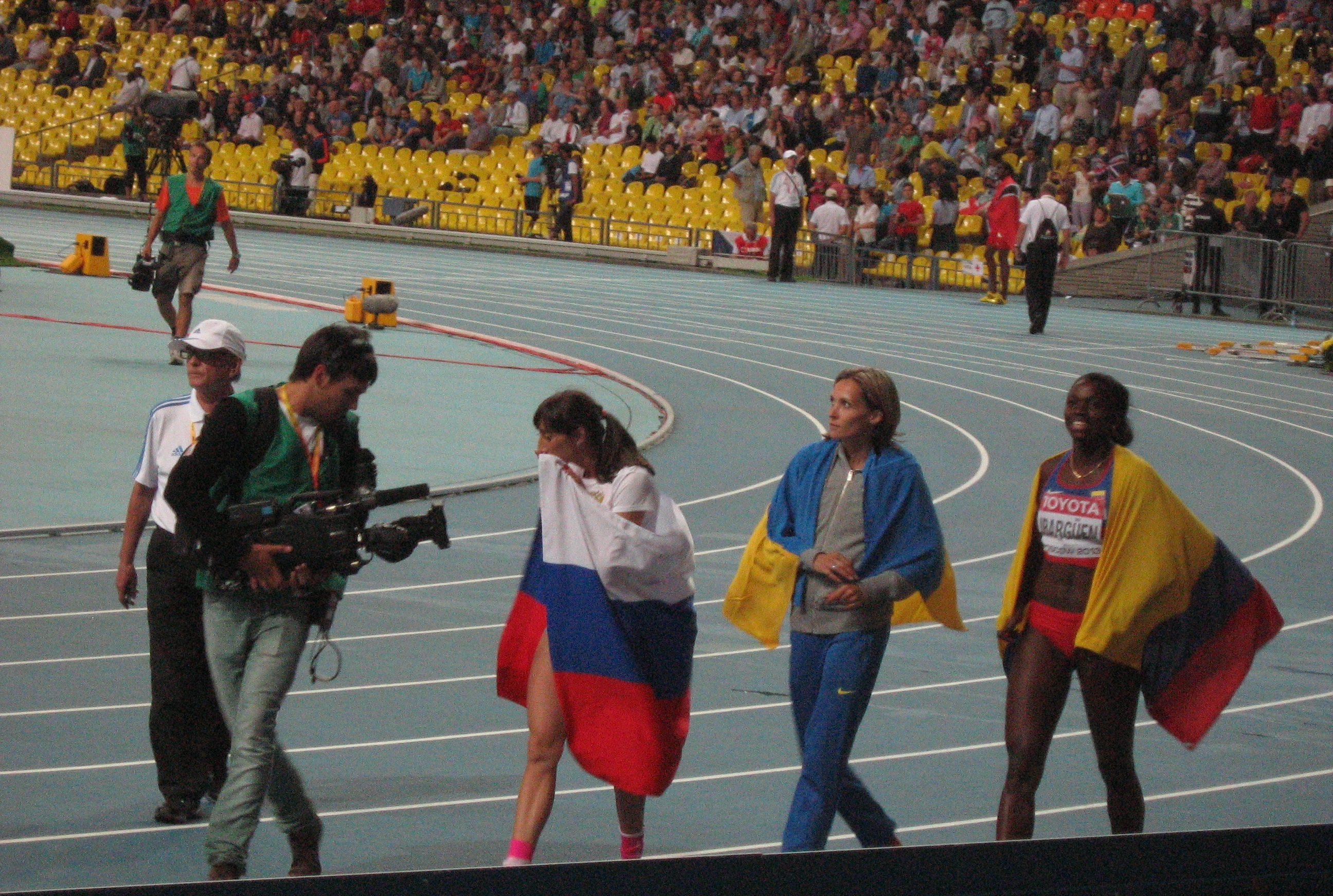
Ekaterina Koneva, Olha Saladuha et Caterine Ibargüen lors des mondiaux 2013

Durant l'hiver 2013, Olga Saladukha se distingue par une victoire à Düsseldorf le 8 février, pour sa rentrée, avec 14,52 m. Elle confirme à Birmingham, le 16 février, avec 14,61 m et une nouvelle victoire. Grande favorite pour les championnats d'Europe en salle de Göteborg, l'Ukrainienne ne laisse aucune chance à ses adversaires, remportant la médaille d'or avec un premier bond à 14,88 m, synonyme de meilleure performance mondiale de l'année, record personnel et record d'Ukraine. Elle devance de cinquante-huit centimètres la Russe Irina Gumenyuk et de soixante-deux centimètres l'Italienne Simona La Mantia.
Elle commence sa saison en plein air à Shanghai le 18 mai, seconde étape de la ligue de diamant, et signe 14,43 m pour se classer 2e du concours derrière la Colombienne Caterine Ibargüen. Cette dernière la  bat à Eugene, bien que l'Ukrainienne réalise 14,85 m (+ 1,7 m/s), mais aussi à Oslo (14,56 m) et Paris (14,55 m). Le 13 août, elle entre en compétition aux championnats du monde de Moscou, compétition dont elle est la tenante du titre. Elle saute 14,69 m (+ 0,4 m/s) en qualifications et rejoint automatiquement la finale. Deux jours plus tard, en finale, elle ne peut faire mieux que 14,65 m (+ 0,9 m/s), moins bien qu'en qualifications, mais parvient tout de même à décrocher la médaille de bronze, derrière les deux favorites Caterine Ibargüen, titrée avec 14,85 m, et Ekaterina Koneva (14,81 m). Elle termine la saison par une 2e place à Stockholm avec 14,07 m, derrière Ibargüen, puis renoue avec la victoire lors du Mémorial Hanžeković de Zagreb, le 3 septembre, avec 14,44 m. Le 6 septembre, pour sa dernière compétition de l'année, elle se classe 3e de la finale de la ligue de diamant à Bruxelles avec 14,31 m (+ 1,2 m/s).

### Troisième titre européen (2014)
Olga Saladuka réalise sa rentrée hivernale le 11 février, à l'occasion du Meeting féminin du Val d'Oise d'Eaubonne où elle s'impose avec un saut à 14,60 m. Dix jours plus tard, elle remporte les championnats nationaux à Kiev avec 14,65 m. Favorite pour les championnats du monde en salle de Sopot, la championne d'Europe n'y remporte finalement que la médaille d'argent, le 8 mars, avec 14,45 m, battu d'un seul centimètre par Ekaterina Koneva, titrée avec 14,46 m. La Jamaïcaine Kimberly Williams complète le podium avec 14,39 m.
Le 16 août, l'Ukrainienne rentre dans l'histoire en devenant la première athlète à remporter trois titres consécutifs au triple saut aux championnats d'Europe. En finale des championnats d'Europe de Zürich, elle réalise son meilleur saut de la saison à 14,73 m pour décrocher la médaille d'or devant sa principale rivale Ekaterina Koneva, argentée avec 14,69 m et Irina Gumenyuk, bronzée avec 14,46 m. En fin de saison, elle termine 3e de la coupe continentale de Marrakech avec 14,26 m, derrière Caterine Ibargüen (14,52 m) et Ekaterina Koneva (14,27 m).

### Diminuée par les blessures depuis 2015

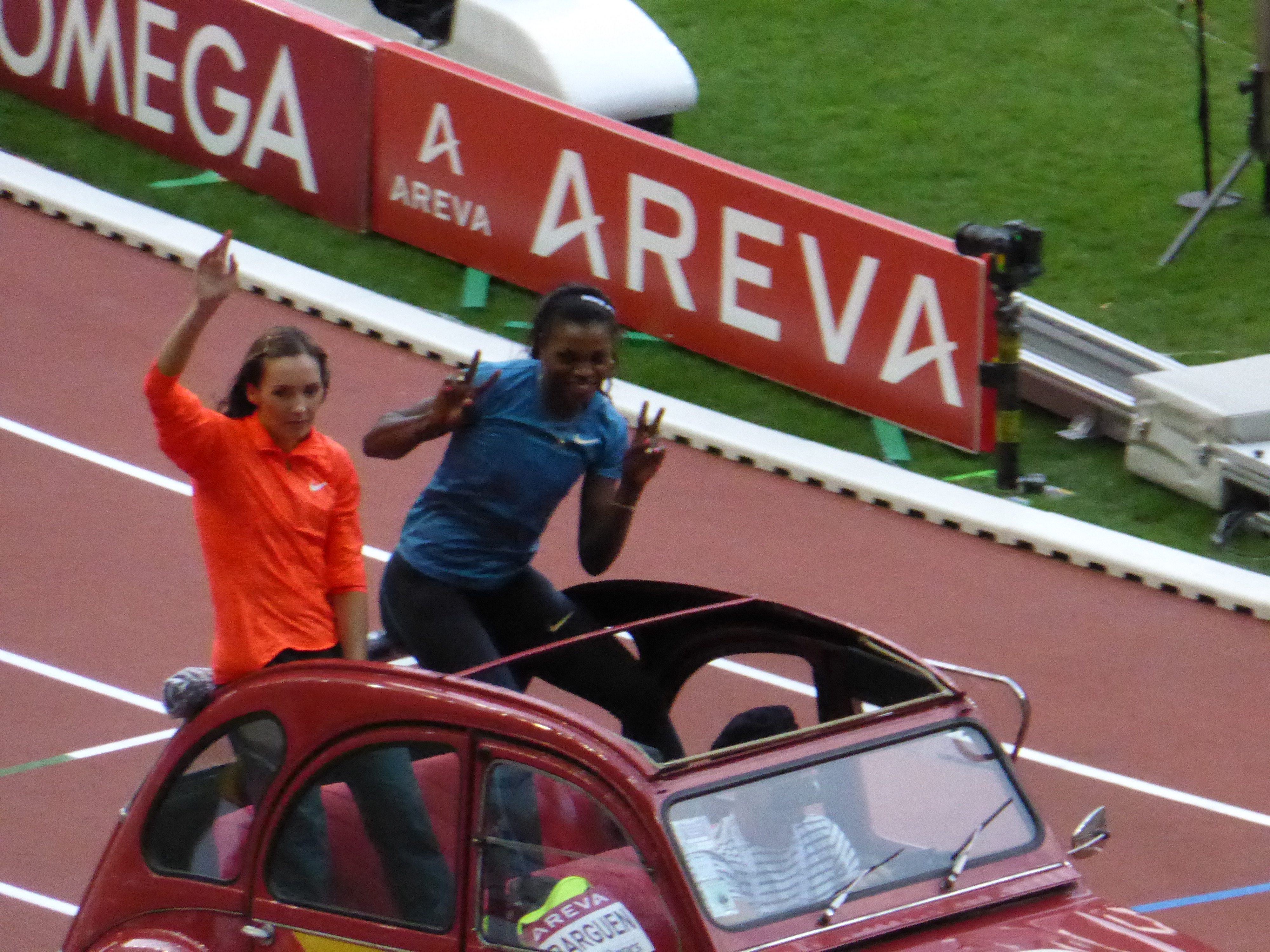
Saladukha et Ibarguen lors du Meeting de Paris en juillet 2015.

Touchée par les blessures pendant la majeure partie de la saison 2015, Saladukha arrive aux Championnats du monde de Pékin avec des capacités réduites : elle se classe sixième de la finale du triple saut avec un meilleur triple bond à 14,41 m. Elle saute 14,40 m lors du Birmingham Grand Prix 2016, sa meilleure marque de la saison. Elle ne participe pas aux Championnats d'Ukraine pour pouvoir continuer à soigner son dos. Toujours diminuée physiquement, elle se classe 6e des Championnats d'Europe d'Amsterdam avec un saut à 14,23 m.
Le 13 août 2016, Saladukha participe aux qualifications des Jeux olympiques de Rio mais ne passe pas le cap et est éliminée avec un meilleur bond à 13,97 m, à seulement 11 centimètres d'une place pour la finale.
Le 20 février 2017, après avoir remporté les Championnats d'Ukraine en salle avec 14,02 m, elle renonce à participer aux Championnats d'Europe en salle de Belgrade, jugeant qu'il valait mieux continuer à s'entrainer en vue des Championnats du monde de Londres. Lors de la saison estivale, Saladukha ne fait pas mieux que 13,97 m à Athènes le 31 mai. En conséquences, la Fédération Ukrainienne ne la sélectionne pas pour les mondiaux de Londres.
Le 2 juin 2018, à La Canée, Olga Saladukha réalise son meilleur saut depuis la saison 2016 avec 14,20 m (+ 1,4 m/s). Elle remporte par ailleurs le concours. Cinq jours plus tard, elle retrouve la ligue de diamant à l'occasion des Bislett Games d'Oslo et se classe 7e avec une marque de 14,02 m.

### Retour sur le podium européen (2019)
Le 16 février 2019, lors de la Coupe d'Ukraine à Kiev, Olga Saladukha produit son meilleur saut en salle depuis 2014 avec 14,35 m, également son second meilleur saut depuis 2016, en plein air. Le 1er mars, lors des championnats d'Europe en salle de Glasgow, elle signe la meilleure marque des qualifications avec 14,40 m. Deux jours plus tard, elle saute trois fois lors de la finale 14,47 m et décroche la médaille de bronze derrière l'Espagnole Ana Peleteiro (14,73 m) et la Grecque Paraskeví Papahrístou (14,50 m). Pour l'Ukrainienne de 35 ans, c'est son premier podium international depuis 2014.

### Carrière politique
Olha Saladukha est candidate aux élections législatives ukrainiennes de 2019 avec le parti Serviteur du peuple et est élue à la Rada.

## Vie privée
Mariée au cycliste Denys Kostyuk, elle donne naissance à leur premier enfant, une fille prénomée Diana.

## Palmarès
| Date | Compétition                       | Lieu             | Résultat | Marque  |
| ---- | --------------------------------- | ---------------- | -------- | ------- |
| 1999 | Championnats du monde cadets      | Bydgoszcz        | 9e       | 12,76 m |
| 2002 | Championnats du monde juniors     | Kingston         | 5e       | 13,17 m |
| 2005 | Universiade                       | Izmir            | 2e       | 13,96 m |
| 2006 | Coupe d'Europe                    | Malaga           | 1re      | 14,10 m |
| 2006 | Championnats d'Europe             | Göteborg         | 4e       | 14,38 m |
| 2006 | Finale mondiale                   | Stuttgart        | 6e       | 14,04 m |
| 2006 | Coupe du monde des nations        | Athènes          | 6e       | 14,16 m |
| 2007 | Championnats du monde             | Osaka            | 5e       | 14,60 m |
| 2007 | Universiade                       | Bangkok          | 1re      | 14,79 m |
| 2008 | Championnats du monde en salle    | Valence          | 5e       | 14,32 m |
| 2008 | Coupe d'Europe                    | Annecy           | 1re      | 14,73 m |
| 2008 | Jeux olympiques                   | Pékin            | 6e       | 14,70 m |
| 2008 | Finale mondiale                   | Stuttgart        | 4e       | 14,40 m |
| 2010 | Championnats d'Europe par équipes | Bergen           | 1re      | 14,39 m |
| 2010 | Championnats d'Europe             | Barcelone        | 1re      | 14,81 m |
| 2010 | Coupe continentale                | Split            | 2e       | 14,70 m |
| 2011 | Championnats d'Europe par équipes | Stockholm        | 1re      | 14,85 m |
| 2011 | Championnats du monde             | Daegu            | 1re      | 14,94 m |
| 2011 | Ligue de diamant                  | Ligue de diamant | 1re      | détails |
| 2012 | Championnats d'Europe             | Helsinki         | 1re      | 14,99 m |
| 2012 | Jeux olympiques                   | Londres          | 3e       | 14,79 m |
| 2012 | Ligue de diamant                  | Ligue de diamant | 2e       | détails |
| 2013 | Championnats d'Europe en salle    | Göteborg         | 1re      | 14,88 m |
| 2013 | Championnats d'Europe par équipes | Gateshead        | 1re      | 14,49 m |
| 2013 | Championnats du monde             | Moscou           | 3e       | 14,65 m |
| 2013 | Ligue de diamant                  | Ligue de diamant | 2e       | détails |
| 2014 | Championnats du monde en salle    | Sopot            | 2e       | 14,45 m |
| 2014 | Championnats d'Europe par équipes | Brunswick        | 2e       | 14,33 m |
| 2014 | Championnats d'Europe             | Zurich           | 1re      | 14,73 m |
| 2014 | Coupe continentale                | Marrakech        | 3e       | 14,26 m |
| 2014 | Ligue de diamant                  | Ligue de diamant | 3e       | détails |
| 2015 | Championnats du monde             | Pékin            | 6e       | 14,41 m |
| 2016 | Championnats d'Europe             | Amsterdam        | 6e       | 14,23 m |
| 2017 | Championnats d'Europe par équipes | Lille            | 6e       | 13,62 m |
| 2019 | Championnats d'Europe en salle    | Glasgow          | 3e       | 14,47 m |
| 2019 | Championnats d'Europe par équipes | Bydgoszcz        | 4e       | 14,11 m |
| 2019 | Championnats du monde             | Doha             | 5e       | 14,52 m |

- Vainqueur des championnats d'Ukraine en 2006, 2007, 2008, 2018 et 2019
- Vainqueur des championnats d'Ukraine en salle en 2007, 2008, 2014, 2018 et 2019

## Records
| Épreuve   | Performance  | Lieu     | Date         |
| --------- | ------------ | -------- | ------------ |
| Plein air | 14,99 m      | Helsinki | 29 juin 2012 |
| Salle     | 14,88 m (NR) | Göteborg | 3 mars 2013  |